# Bradlec (Ještědsko-kozákovský hřbet)
Bradlec (542 m n. m.) je vrch v okrese Semily Libereckého kraje. Leží asi 0,5 km severozápadně od Újezdce, na katastrálním území Syřenov a Bradlecká Lhota.

## Popis vrchu
Bradlecký hřbet pokračuje na západě vrcholem Romanova hůra (502 m n. m.) a na JJV vrcholem Kozinec (468 m n. m.).

## Geomorfologické zařazení
Vrch náleží do celku Ještědsko-kozákovský hřbet, podcelku Kozákovský hřbet, okrsku Táborský hřbet, podokrsku Ploužnický hřbet a části Bradlecký hřbet.

## Přístup
Nejbližší dojezd automobilem je do Újezdce. Na dvou místech v jeho okolí odbočuje ze silnice modrá  turistická značka a prochází po východním svahu Bradlce. Od vrchu také začíná trasa zelené  značky do Bradlecké Lhoty.